# Мамский язык
Мамский язык — один из майяских языков. Распространён в гватемальских департаментах Кесальтенанго, Уэуэтенанго и Сан-Маркос.
Лингвисты различают три основных диалекта языка: северный (в Уэуэтенанго), южный (в Кесальтенанго) и центральный (в Сан-Маркосе). Из-за горной местности территории и большого процента неграмотности населения, мамский язык довольно сильно различается от деревни к деревне, несмотря на небольшие расстояния между ними. Тем не менее большинство носителей могут понять друг друга, хотя и с некоторым трудом. Наиболее близкородственный язык — тектитекский, эти два языка формируют теко-мамскую группу мамской ветви языков.
Алфавит: A a, B b, C c, C' c', Ch ch, Ch' ch', Cy cy, Cy' cy', E e, I i, J j, K k, K' k', L l, M m, N n, O o, P p, Qu qu, Q’u q’u, R r, S s, S̈ s̈, T t, T' t', Tx tx, Tx' tx', Tz tz, Tz' tz', Tz̈ tz̈, Tz̈' tz̈', U u, W w, X x, Ẍ ẍ, Y y, '.